# ماریام مارگاریان
ماریام مامیکونی مارگاریان (ارمنی: Մարիամ Մամիկոնի Մարգարյան؛ زادهٔ ۱۳ اوت ۱۹۵۰) دانشمند علوم سیاسی اهل ارمنستان است.

## زندگی‌نامه
وی در ۱۳ اوت ۱۹۵۰ در ایروان به دنیا آمد و از دانشکده تاریخ دانشگاه دولتی ایروان فارغ‌التحصیل گشت. وی برنده جوایزی همچون مدال موسس خورناتسی است.